# آندری آکیموف (بازیکن فوتبال)
آندری آکیموف (روسی: Андрей Александрович Акимов؛ ۱۲ اکتبر ۱۸۹۰ – ۱۹۱۶) بازیکن فوتبال اهل روسیه بود.
وی همچنین در تیم ملی فوتبال امپراتوری روسیه بازی کرده‌است.